# 第二次桑切斯内阁
第二次桑切斯内阁（西班牙語：Segundo Gobierno Sánchez）是由西班牙工人社会党和联合我们能组建的少數派聯合政府内阁，也是西班牙民主转型后的第一个聯合政府。首相为佩德羅·桑切斯，副首相初時设有4位，依次为卡门·卡尔沃、巴勃罗·伊格莱西亚斯、纳迪娅·卡尔维尼奥和特雷莎·里韦拉。政府发言人为玛丽亚·赫苏斯·蒙特罗。第二次桑切斯内阁建立于2020年1月13日，迄今1,896天。

## 历史
2018年6月，佩德羅·桑切斯首次组建政府。2019年2月，因2019年度国家预算案遭众议院否决，西班牙在4月提前举行大选。虽然桑切斯领导的西班牙工人社会党在选举中成为第一大党，但未达到过半数议席无法单独组阁，随后的数月也无法与其他政党达成联合协议。9月24日，由于各党未能在宪法规定的时限内组建政府，西班牙议会解散，在11月再次举行大选。最终西班牙工人社会党以120席再次位居各党之首，但仍未获得绝对多数席位，组阁僵局持续。2020年1月7日，西班牙工人社会党与左翼选举联盟“联合我们能”的联合组阁提案通过众议院信任投票，成功组建联合政府。1月13日，第二次桑切斯内阁成员宣誓就职，就任時的平均年龄为54.2岁。
2021年3月，馬德里自治區政府主席伊莎貝爾·迪亞斯·阿尤索宣佈提前自治區選舉後，第二副揆巴勃羅·伊格萊西亞斯·圖里翁辭職以投入選舉，導致內閣出現較大的改組。
同年7月，工社黨一方進行了更大的改組，讓更多年輕人和女性入閣。

## 组成人员

### 2020年1月至2021年3月
| 职务                                      | 姓名 | 姓名                              | 任期                          | 所属政党   | 所属政党           |
| ----------------------------------------- | ---- | --------------------------------- | ----------------------------- | ---------- | ------------------ |
| 首相                                      |      | 佩德羅·桑切斯                     | 2020年1月8日 – 留任           |            | 工社党             |
| 第一副首相 首相府、议会关系与历史记忆大臣 |      | 卡门·卡尔沃                       | 2020年1月13日 – 留任          |            | 工社党             |
| 第二副首相 社会权利与2030议程事务大臣     |      | 巴勃罗·伊格莱西亚斯               | 2020年1月13日 – 2021年3月31日 |            | 我們能             |
| 第三副首相 经济与数字化改造事务大臣       |      | 纳迪娅·卡尔维尼奥                 | 2020年1月13日 – 2021年3月31日 |            | 无党籍             |
| 第四副首相 生态转型与人口问题大臣         |      | 特雷莎·里韦拉                     | 2020年1月13日 – 留任          |            | 工社党             |
| 外交、欧盟与合作大臣                      |      | 阿兰查·冈萨雷斯                   | 2020年1月13日 – 留任          |            | 无党籍             |
| 司法大臣                                  |      | 胡安·卡洛斯·坎波                  | 2020年1月13日 – 留任          |            | 工社党             |
| 国防大臣                                  |      | 玛加丽塔·罗夫莱斯                 | 2020年1月13日 – 留任          |            | 无党籍             |
| 财政大臣 政府发言人                       |      | 玛丽亚·赫苏斯·蒙特罗              | 2020年1月13日 – 留任          |            | 工社党             |
| 内政大臣                                  |      | 费尔南多·格兰德-马拉斯卡          | 2020年1月13日 – 留任          |            | 无党籍             |
| 运输、出行与城市议程                      |      | 何塞·路易斯·阿瓦洛斯              | 2020年1月13日 – 留任          |            | 工社党             |
| 教育与职业培训大臣                        |      | 伊莎贝尔·塞拉                     | 2020年1月13日 – 留任          |            | 工社党             |
| 劳动与社会经济大臣                        |      | 约兰达·迪亚斯                     | 2020年1月13日 – 留任          |            | 共產黨             |
| 工业、贸易与旅游大臣                      |      | 雷耶斯·马罗托                     | 2020年1月13日 – 留任          |            | 工社党             |
| 农业、渔业与食品大臣                      |      | 路易斯·普拉纳斯                   | 2020年1月13日 – 留任          |            | 工社党             |
| 地方政策与公共职能大臣                    |      | 卡罗琳娜·达里亚斯                 | 2020年1月13日 – 2021年1月27日 |            | 工社党             |
| 地方政策与公共职能大臣                    |      | Miquel Iceta                      | 2021年1月27日 -留任           | 加泰社會黨 |                    |
| 文化与体育大臣                            |      | 何塞·曼努埃尔·罗德里格斯·乌里韦斯 | 2020年1月13日 – 留任          |            | 工社党             |
| 卫生大臣                                  |      | 萨尔瓦多·伊利亚                   | 2020年1月13日 – 2021年1月27日 |            | 加泰社會黨         |
| 卫生大臣                                  |      | 卡罗琳娜·达里亚斯                 | 2020年1月27日 — 留任          | 工社黨     |                    |
| 科学与创新大臣                            |      | 佩德罗·杜克                       | 2020年1月13日 – 留任          |            | 无党籍             |
| 平等大臣                                  |      | 伊雷妮·蒙特罗                     | 2020年1月13日 – 留任          |            | 我們能             |
| 消费大臣                                  |      | 阿尔贝托·加尔松                   | 2020年1月13日 – 留任          |            | 联合左翼（共產黨） |
| 包容、社会保障与移民大臣                  |      | 何塞·路易斯·埃斯克里瓦            | 2020年1月13日 – 留任          |            | 无党籍             |
| 大学大臣                                  |      |                                   | 2020年1月13日 – 留任          |            | 无党籍             |

### 2021年3月31日-7月12日

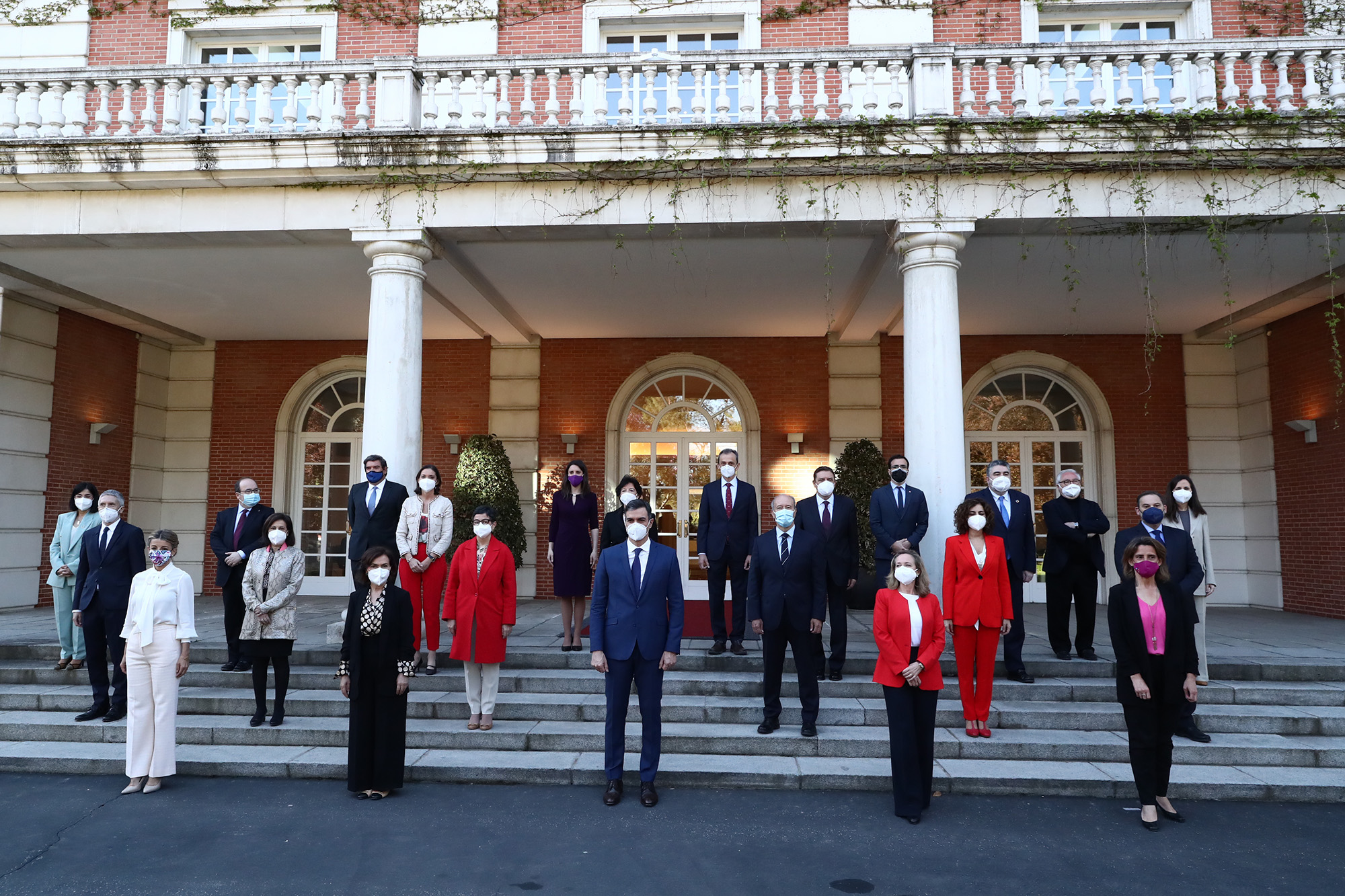

| 职务                                      | 姓名 | 姓名                              | 所属政党 | 所属政党           |
| ----------------------------------------- | ---- | --------------------------------- | -------- | ------------------ |
| 首相                                      |      | 佩德羅·桑切斯                     |          | 工社党             |
| 第一副首相 首相府、议会关系与历史记忆大臣 |      | 卡门·卡尔沃                       |          | 工社党             |
| 第二副首相 经济与数字化改造事务大臣       |      | 纳迪娅·卡尔维尼奥                 |          | 无党籍             |
| 第三副首相 劳动与社会经济大臣             |      | 约兰达·迪亚斯                     |          | 共產黨             |
| 第四副首相 生态转型与人口问题大臣         |      | 特雷莎·里韦拉                     |          | 工社党             |
| 外交、欧盟与合作大臣                      |      | 阿兰查·冈萨雷斯                   |          | 无党籍             |
| 司法大臣                                  |      | 胡安·卡洛斯·坎波                  |          | 工社党             |
| 国防大臣                                  |      | 玛加丽塔·罗夫莱斯                 |          | 无党籍             |
| 财政大臣 政府发言人                       |      | 玛丽亚·赫苏斯·蒙特罗              |          | 工社党             |
| 内政大臣                                  |      | 费尔南多·格兰德-马拉斯卡          |          | 无党籍             |
| 运输、出行与城市议程                      |      | 何塞·路易斯·阿瓦洛斯              |          | 工社党             |
| 教育与职业培训大臣                        |      | 伊莎贝尔·塞拉                     |          | 工社党             |
| 社会权利与2030议程事务大臣                |      | Ione Belarra                      |          | 我們能             |
| 工业、贸易与旅游大臣                      |      | 雷耶斯·马罗托                     |          | 工社党             |
| 农业、渔业与食品大臣                      |      | 路易斯·普拉纳斯                   |          | 工社党             |
| 地方政策與公共職能大臣                    |      | Miquel Iceta                      |          | 加泰社會黨         |
| 文化与体育大臣                            |      | 何塞·曼努埃尔·罗德里格斯·乌里韦斯 |          | 工社党             |
| 卫生大臣                                  |      | 卡罗琳娜·达里亚斯                 |          | 工社黨             |
| 科学与创新大臣                            |      | 佩德罗·杜克                       |          | 无党籍             |
| 平等大臣                                  |      | 伊雷内·蒙特罗                     |          | 我們能             |
| 消费大臣                                  |      | 阿尔贝托·加尔松                   |          | 联合左翼（共產黨） |
| 包容、社会保障与移民大臣                  |      | 何塞·路易斯·埃斯克里瓦            |          | 无党籍             |
| 大学大臣                                  |      |                                   |          | 无党籍             |

### 2021年7月12日起
| 职务                                | 姓名 | 姓名              | 所属政党 | 所属政党 |
| ----------------------------------- | ---- | ----------------- | -------- | -------- |
| 首相                                |      | 佩德羅·桑切斯     |          | 工社党   |
| 第一副首相 经济与数字化改造事务大臣 |      | 纳迪娅·卡尔维尼奥 |          | 无党籍   |
| 第二副首相 劳动与社会经济大臣       |      | 约兰达·迪亚斯     |          | 共產黨   |
| 第三副首相 生态转型与人口问题大臣   |      | 特雷莎·里韦拉     |          | 工社党   |